# アブラムズ・フォールズ・トレイル
アブラムズ・フォールズ・トレイル(Abrams Falls Trail)は、アメリカ合衆国テネシー州ブラント郡のグレート・スモーキー・マウンテンズ国立公園にあるハイキング・コースである。コースはアブラムズ川と平行し、ハッチャー・マウンテン・トレイルとハンナ・マウンテン・トレイルの交差点まで到達する前に、園内で最も水量が多い滝のうちの1つであるアブラムズ滝を通過する。

## 基本事項
- 園内で最も長いアブラムズ川はコースにほぼ沿っており、園内で最も大きな自然池のうちの1つであるアブラムズ滝に流れ込んでおり、夏期には水泳客で賑わう。
- 川と滝はチェロキー・インディアンの長であるオスカーにより名付けられ、後にアブラムと変更した。
- 起点はテネシー州タウンゼンドから10マイル（16km）のグレート・スモーキー・マウンテンズ国立公園のケーズ・コーブに位置する。

## 景観
- アブラムズ川
- イライジャ・オリバーの家(トレイルより0.5マイル分岐)
- アブラムズ滝

## 概要

### アブラムズ滝への道
アブラムズ・フォールズ・トレイルはまずアブラムズ川に架かる大きな木の橋を渡る。ミル川が流れ込みアブラムズ川に吸収され、トレイルから約0.5マイルのケーズ・コーブで最も保存の良い住宅の1つであるイライジャ・オリバーの家はグレートスモーキー・マウンテンズ国立公園に買収される以前はかつて移民たちの家であった。アブラムズ・フォールズ・トレイルは緩やかに通り過ぎ、コースは小川が大きく迂回する峰を登るだけである。実際、コースの0.8マイル（1.3km）下のアーブタス・リッジで、ハイカーが2歩進む時間で川は1マイル以上流れる。コースの大部分は、川の流れの音が聞こえる範囲でコースが川から離れたり近付いたりしながら峰を上り岩を越えたり小川を渡ったり、大きな川の流れの近くを緩やかに歩くことの繰り返しである。2.5マイル（4.0km）ほど行くともう一つの水路であるウィルソン川に交差し、20フィート（6.1m）ほどでアブラムズ滝に到達する。アブラムズ滝はその美しさと、熱い夏の間に地元の子供たちが涼しさを求めてやってくる幅100フィート（30m）の自然池で最も人気のある目的地のうちの1つである。

### ハッチャー・マウンテン・トレイルとハンナ・マウンテン・トレイルの交差点
コースの1.7マイル（2.7km）の部分はめったに人が入れない。このコースはアブラムズ川の側にあり、2～3の峰を登り、ハッチャー・マウンテン・トレイルとハンナ・マウンテン・トレイルの二方向の交差点に到着する前にクレイダー・ブランチとオーク・フラッツ・ブランチに交差する。この交差点でハイカーは左のハンナ・マウンテン・トレイルか右のハッチャー・マウンテン・トレイルかを選ぶことができる。